# قناة قوقعية
القناة القوقعية (بالإنجليزية: Cochlear duct) أو السقالة الوسطى (scala media) هي تجويف مملوء باللمف الداخلي داخل القوقعة، تقع بين القناة الطبلية والقناة الدهليزية، وتكون مفصولة عن الغشاء القاعدي والغشاء الدهليزي على التوالي.
تضم القناة القوقعية عضو كورتي.
.

## صور إضافية

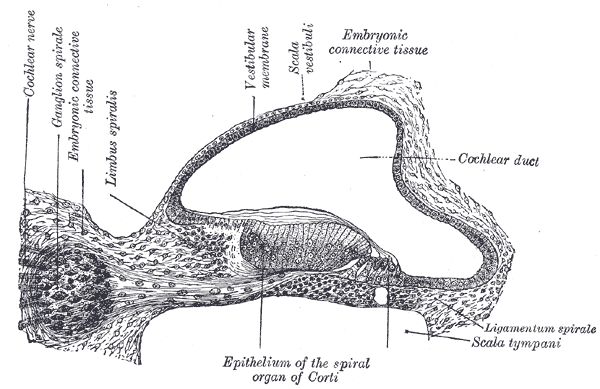
مقطع عرضي من القناة القوقعية في جنين القطة.
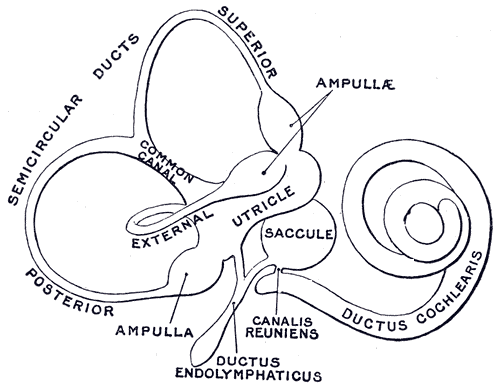
التيه الغشائي.
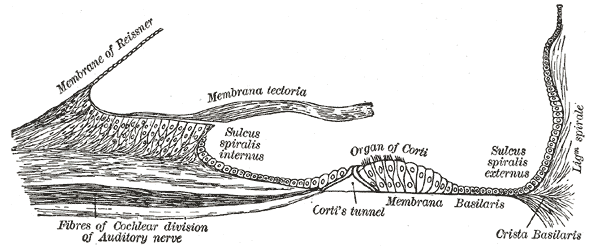
أرضية قوقعة الأذن.
مقطع عرضي من القوقعة.

## روابط خارجية
- المقطع العرضي في avatar.com.au